# Tom Fowler
Tom Fowler (10. června 1951, Salt Lake City, Utah, USA – 2. července 2024) byl americký baskytarista a kontrabasista. Byl členem skupin It's a Beautiful Day (1971–1973) a The Mothers of Invention, ve které hrál také jeho bratr Bruce Fowler. S Frankem Zappou nahrál například alba Over-Nite Sensation (1973), Apostrophe (') (1974), One Size Fits All (1975) a Studio Tan (1978). Mezi další hudebníky, se kterými spolupracoval, patří Steve Hackett, Jean-Luc Ponty, Ray Charles a mnoho dalších. Hudbu začal hrát se svými bratry již v šesti letech. Spolu se svými bratry Edem, Waltem, Brucem a Stevem působil ve skupině Air Pocket.